# Mack Daughtry
Mack Daughtry (Enigma, 20 luglio 1946 – Hazle, 2 novembre 2024) è stato un cestista statunitense, professionista nella ABA.

## Carriera
Venne selezionato dagli Atlanta Hawks al nono giro del Draft NBA 1968 (117ª scelta assoluta).
Disputò 4 partite con i Carolina Cougars nella stagione ABA 1970-71.